# Pere Jordà i Valls
Pere Jordà i Valls (Barcelona, 1897 - Barcelona, 1976) fou un compositor, violinista i director coral català.
Va ser alumne d'harmonia, contrapunt i composició d'Enric Morera i Viura. Dirigí la Coral Violeta de Clavé, l'Orfeó Gracienc, la Coral Núria de la Unió Excursionista de Catalunya i l'Orfeó Social Metropolità. Forma par del Conservatori Superior de Música del Liceu com a violinista.
Va escriure sardanes per a cobla i per a cor, poemes escènics i cançons. L'any 1947 va guanyar el certamen convocat per la Comissió Abat Oliba.